# La Condamine-Châtelard

La Javie este o comună în departamentul Alpes-de-Haute-Provence din sud-estul Franței. În 1 ianuarie 2022 avea o populație de 156 de locuitori.